# Nikita Larionovič Larionov
Nikita Larionov, (nascido Nikita Larionovič Larionov, em cirílico Никита Ларионович Ларионов; Karmaly, Raïon Alikovskij, 7 de fevereiro de 1932 — Alikovo, 22 de setembro de 2014), foi um poeta, escritor e professor russo de origem chuváchia. Ele era membro da União dos escritores Chuváches desde 1991 e da União dos escritores russos. 
Era também professor de Educações esportivas .

## Biografía
Nascido em 1932 na aldeia de Karmaly, estudou na Universidade Pedagogica da Chuváchia. Depois de sua formação, trabalhou na escola de Alikovo como professor de Literatura e treinador atlético.
Faleceu em 22 de setembro de 2014 por insuficiência cardíaca e foi enterrado ao lado de sua esposa.

## Obras
Larioniov escreveu 16 livros, entre os quais:
- «Йěпкěн хěрлě хăю», ("Ficha vermelha")
- «Олимпийский балл, («Ficha olímpica»), romance, Moscovo, 1986.
- "Хĕр тупри" (Riquezas), Alikovo-Cheboksary, 2001.
- "Ват ăшши" (Verão indião), Cheboksary, 2010.